# Gare de Drincham
La gare de Drincham est une ancienne gare ferroviaire française de la ligne de chemin de fer secondaire de Bergues à Bollezeele de la  Société générale des chemins de fer économiques (SE), située sur le territoire de la commune de Drincham, dans le département du Nord en région Hauts-de-France.

## Histoire
La gare de Drincham est mise en service en 1914 lors de l'ouverture de la ligne de chemin de fer secondaire à écartement métrique de Bergues à Bollezeele de la  Société générale des chemins de fer économiques (SE). Elle est fermée en 1951 lors de la suppression de la ligne.
La gare désaffectée a été transformée en logement.

## Sources et bibliographie

### Sites internet
- « Liste des chemins de fer secondaires NORD (59) », sur le site de la FACS